# Frank Schäfer (Biologe)
Frank Schäfer (* 25. September 1964 in Darmstadt) ist ein deutscher Zoologe, Redakteur, Fotograf und Autor.

## Familie
Schäfer ist das dritte von fünf Kindern von Günter Schäfer (1936–2011), Studiendirektor, und Emilie Schäfer (* 1939), geb. Mattheß.
Schäfer ist in zweiter Ehe verheiratet und hat aus erster Ehe zwei Töchter.

## Leben und Wirken
Seit frühester Jugend begeisterte sich Schäfer für Tiere, im Alter von 10 Jahren begann er sich auch für Pflanzen zu interessieren.
Sein besonderes Interesse gilt seit jeher den Fischen. Seit 1980 ist Schäfer Mitglied im Verein für Aquarien- und Terrarienkunde Hottonia e. V., seit 1982 Mitglied in der Internationalen Gemeinschaft für Labyrinthfische (IGL), seit 1992 auch im European Anabantoid Club (EAC). Erste Fachartikel über Pflege und Zucht von Puntius vittatus, Macropodus opercularis, Trionyx ferox und Polypterus senegalus in der Hottonia-Post, der Vereinszeitschrift der Hottonia; erste große Fischfangreise in die Tropen 1983 nach Sumatra, worüber anschließend zahlreiche Aufsätze in der Hottonia-Post, der Zeitschrift „Der Makropode“ und „Das Aquarium“ erschienen; von da an regelmäßig Publikationen in vielen aquaristischen Fachzeitschriften, sowohl national wie auch international. Seither außerdem jährlich mehrere Vorträge auf nationalen und internationalen Tagungen.
Er absolvierte ein Studium der Biologie in Darmstadt von 1984 bis 1989 und erlangte einen Abschluss als Diplom-Biologe mit den Prüfungsfächern Zoologie, Botanik, Ökologie und Psychologie. Er verfasste seine Diplomarbeit bei Prof. Ragnar Kinzelbach zum Thema „Wirtspezifität der Glochidien von Anodonta anatina“.

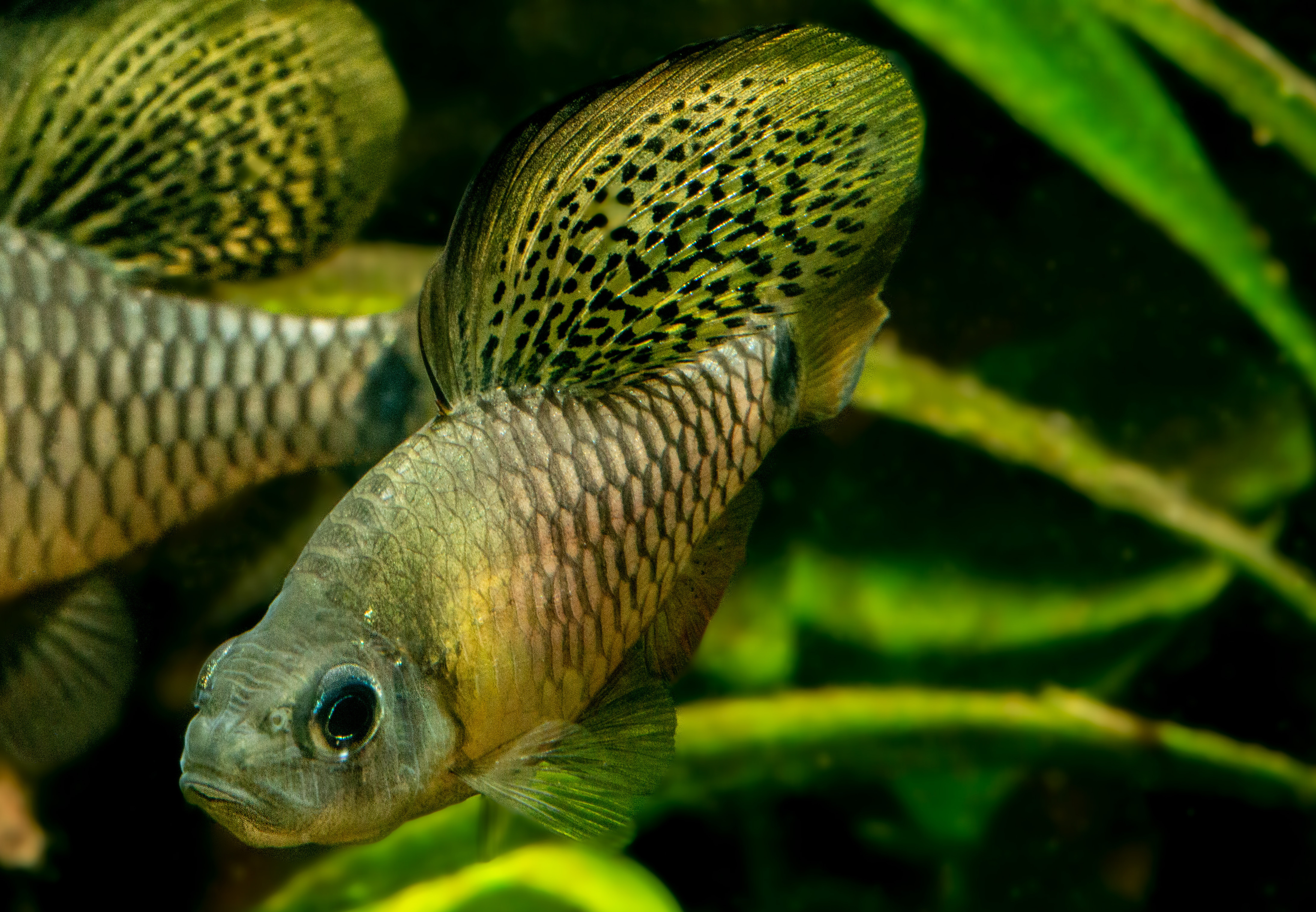
Unter anderem wurde die Indische Hochflossenbarbe (Oreichthys crenuchoides) von Frank Schäfer wissenschaftlich beschrieben

Schäfer unternahm zahlreiche Fang-, Sammel- und Studienreisen in das europäische Ausland, die Türkei, Sambia, Thailand und vor allem Indien; Forschungsschwerpunkt ist die Süßwasserfischfauna des Ganges mit dem Ziel einer kompletten Revision der Arbeit von Francis Buchanan-Hamilton An account of the fishes found in the river Ganges and its branches (1822). Er verfasste die wissenschaftliche Erstbeschreibung von Oreichthys crenuchoides und gemeinsam mit Ulrich K. Schliewen von Polypterus mokelembembe. Er unternahm wissenschaftliche Besuche und leistete kurzzeitige Arbeiten zu verschiedenen ichthyologischen Gruppen (Anabantoidei, Polypteridae, Cyprinidae, Callichthyidae) in den zoologischen Sammlungen von London, Paris, Brüssel, Tervueren, Wien, Berlin, Frankfurt und München.
Seit 1995 war Schäfer Chef-Redakteur bei Aqualog, einem Fachbuchverlag für aquaristische und terraristische Themen, und wissenschaftlicher Mitarbeiter zur Fischbestimmung bei Aquarium Glaser, Rodgau, einem der weltweit größten Zierfischgroßhandelsunternehmen. In dieser Zeit war er verantwortlich als Autor oder Co-Autor von über 20 Büchern und über 400 größeren Fachartikeln, nicht nur bei Aqualog, sondern bei nahezu allen deutschsprachigen Fachverlagen, vereinzelt auch in internationalen Publikationen.
Zur Illustration seiner Publikationen begann Schäfer frühzeitig zu fotografieren. Hunderte von Kleinfischarten der Tropen wurden von ihm erstmals lebend fotografiert und somit ihr tatsächliches Aussehen dokumentiert. Sein Portfolio umfasst über 6.000 Phänotypen (Arten, Unterarten, Varianten, Zuchtformen) von Fischen.

## Publikationsliste (Auszug)
- mit U. Glaser, W. Glaser: Aqualog: all Corydoras. Aqualog Verlag, Mörfelden-Walldorf, 1996.
- mit U. Glaser, W. Glaser: Aqualog: South American Cichlids II. Aqualog Verlag, Mörfelden-Walldorf, 1996.
- mit U. Glaser, W. Glaser: Aqualog: South American Cichlids III. Aqualog Verlag, Mörfelden-Walldorf, 1996.
- Aqualog: all Labyrinths. Aqualog Verlag, Mörfelden-Walldorf, 1997.
- mit R. A. Ross: Aqualog: Süßwasserrochen. Freshwater Rays. Aqualog Verlag, Mörfelden-Walldorf, 2000.
- Aqualog Poypterus; Flösselhechte – bichirs. Verlag A.C.S., Rodgau, 2004.
- mit E. Schraml: Aqualog Loricariidae: alle L-Welse / all L-Numbers. Verlag A.C.S., Rodgau, 2004.
- Fisch-Fibel: Die besten Aquarienfische für Einsteiger. Karl-Heinz-Dähne-Verlag, 2021.